# Kassel Hauptbahnhof
Kassel Hauptbahnhof is een spoorwegstation in de Duitse stad Kassel. Het kopstation ligt vlak bij het centrum, maar heeft sinds 1991 door de opening van het station Kassel-Wilhelmshöhe aan  belang verloren. Het wordt enkel bediend door regionale treinen. Een deel van het station wordt nu gebruikt door de RegioTram.    
1,9: Aachen Hbf ·
3,0: Aachen Schanz ·
5,3: Aachen West (Templerbend) ·
11,5: Kohlscheid ·
16,1: Herzogenrath ·
22,7: Übach-Palenberg ·
27,4: Geilenkirchen ·
34,6: Lindern ·
36,6: Brachelen ·
40,8: Hückelhoven-Baal ·
47,2: Erkelenz ·
51,7: Herrath ·
56,2: Wickrath ·
60,1: Rheydt Hbf ·
63,9: Mönchengladbach Hbf ·
65,9: Mönchengladbach-Lürrip ·
68,7: Korschenbroich ·
71,5: Kleinenbroich ·
75,3: Büttgen ·
80,9: Neuss Hbf ·
86,4: Düsseldorf-Bilk ·
88,4: Düsseldorf Hbf ·
109,1: Wuppertal-Vohwinkel ·
115,4: Wuppertal Hbf ·
118,9: Wuppertal-Barmen ·
120,9: Wuppertal-Oberbarmen ·
126,0: Schwelm ·
130,5: Ennepetal ·
141,7: Hagen Hbf ·
155,6: Schwerte (Ruhr) ·
170,9: Fröndenberg ·
178,8: Wickede ·
190,8: Neheim-Hüsten ·
198,8: Arnsberg (Westf) ·
209,8: Freienohl ·
218,6: Meschede ·
227,0: Bestwig ·
233,9: Olsberg ·
241,8: Brilon-Wald ·
247,8: Hoppecke ·
251,1: Messinghausen ·
257,2: Beringhausen ·
259,6: Bredelar ·
267,9: Marsberg ·
273,2: Westheim ·
283,4: Scherfede ·
292,9: Warburg (Westf) ·
301,0: Liebenau ·
313,1: Hofgeismar-Hümme ·
318,6: Hofgeismar ·
324,6: Grebenstein ·
329,2: Immenhausen ·
333,5: Espenau-Mönchehof ·
337,7: Vellmar-Obervellmar ·
337,7: Vellmar-Osterberg ·
340,2: Kassel-Jungfernkopf ·
341,4: Kassel-Harleshausen ·
342,5: Kassel-Kirchditmold ·
345,2: Kassel Hbf